# Заиткино
Заи́ткино — село в Челно-Вершинском районе Самарской области России. Входит в состав сельского поселения Челно-Вершины.

## География
Село находится в северной части Самарской области, в пределах Высокого Заволжья, в лесостепной зоне, на правом берегу реки Челнинки, к северу от села Челно-Вершины, административного центра района. Абсолютная высота — 146 метров над уровнем моря.
Климат
Климат характеризуется как умеренно континентальный, с холодной малоснежной зимой и жарким сухим летом. Среднегодовая температура воздуха — 3,4 °С. Средняя температура воздуха самого тёплого месяца (июля) — 19,4 °C (абсолютный максимум — 42 °C); самого холодного (января) — −13 °C (абсолютный минимум — −47 °C). Среднегодовое количество атмосферных осадков составляет 498 мм, из которых 339 мм выпадает в период с апреля по октябрь. Снежный покров держится в течение 151 дня.
Часовой пояс
Село Заиткино, как и вся Самарская область, находится в часовой зоне МСК+1. Смещение применяемого времени относительно UTC составляет +4:00.

## Население
| 2010 |
| ---- |
| 655  |

Половой состав
По данным Всероссийской переписи населения 2010 года в гендерной структуре населения мужчины составляли 45,2 %, женщины — соответственно 54,8 %.
Национальный состав
Согласно результатам переписи 2002 года, в национальной структуре населения русские составляли 57 % из 757 человек, татары 43%.
Согласно результатам переписи 2010 года, в национальной структуре населения татары составляли 51 % из 655 человек (333 чел.).